# Leptoceridae
De Leptoceridae zijn een familie van schietmotten. De familie telt circa 45 geslachten in twee onderfamilies.

## Onderfamilies
- Leptocerinae
- Triplectidinae

## In Nederland waargenomen soorten
- Genus: Adicella
  - Adicella filicornis
  - Adicella reducta
- Genus: Athripsodes
  - Athripsodes albifrons
  - Athripsodes aterrimus
  - Athripsodes cinereus
- Genus: Ceraclea
  - Ceraclea albimacula
  - Ceraclea annulicornis
  - Ceraclea dissimilis
  - Ceraclea fulva
  - Ceraclea nigronervosa
  - Ceraclea riparia
  - Ceraclea senilis
- Genus: Erotesis
  - Erotesis baltica
- Genus: Leptocerus
  - Leptocerus interruptus
  - Leptocerus tineiformis
- Genus: Mystacides
  - Mystacides azureus
  - Mystacides longicornis
  - Mystacides niger
- Genus: Oecetis
  - Oecetis furva
  - Oecetis lacustris
  - Oecetis notata
  - Oecetis ochracea
  - Oecetis struckii
  - Oecetis testacea
  - Oecetis tripunctata
- Genus: Setodes
  - Setodes argentipunctellus
  - Setodes punctatus
  - Setodes viridis
- Genus: Triaenodes
  - Triaenodes bicolor
- Genus: Ylodes
  - Ylodes reuteri
  - Ylodes simulans